# Jazz...It’s Magic!
Jazz...It’s Magic! – album muzyczny nagrany przez amerykańskiego trębacza Curtisa Fullera z zespołem, w składzie którego był również pianista Tommy Flanagan, uznany później za drugiego lidera. 
Album nagrany został 5 września 1957 w Nowym Jorku. Zawierał kompozycje (w tym trzy Fullera) nagrane w stylu zapowiadającym hard bop końca lat 50. i początku 60. LP wydany został przez Savoy, wznowiony przez Regent MG 6055. Reedycje na CD wydane zostały m.in. 12 listopada 1992 CD Savoy SV-0153. 

## Muzycy
- Curtis Fuller – trąbka
- Sonny Red – saksofon altowy
- Tommy Flanagan – fortepian
- George Tucker – kontrabas
- Louis Hayes – perkusja

## Lista utworów
Strona A
| 1. | "Two Ton" (Curis Fuller)                                                                                 | 4:48  |
|    | |       |
| 2. | Medley:                                                                                                  | 13:41 |
|    | - "It's Magic" (Jule Styne) - "My One And Only Love" (Guy Wood) - "They Didn't Believe Me" (Jerome Kern) |       |
|    | | 18:29 |
|    | |       |
Strona B
| 3. | "Soul Station" (Curis Fuller)            | 5:42  |
|    |                                          |       |
| 4. | "Club Car" (Curis Fuller)                | 7:15  |
|    |                                          |       |
| 5. | "Upper Berth" (Frank Foster)............ | 8:32  |
|    |                                          |       |
|    |                                          | 21:29 |
|    |                                          |       |